# サフォーク大学
サフォーク大学 （Suffolk University）（発音はサフェック  [ˈsʌfək] ）は、アメリカ合衆国マサチューセッツ州ボストン中心部の高級住宅街、ビーコンヒルにあり生徒数約8,000人を抱えるボストンメトロエリアで8番目に大きい私立大学。
一流大学が軒を連ねるボストンに所在する為、日本においての知名度は高くないがベントレー大学、ノースイースタン大学、ボストン大学、タフツ大学、バブソン大学等と並び、最先端の法曹教育とビジネスなどの職業教育重視の私立大学としてその存在はボストンの教育史に重要な役割を果たしてきた。
プリンストンレビューによる全米のグローバル経営大学ランキングのトップ１５位にランクイン。また同誌による全米の起業家のための大学ランキングにてトップ２５位にランクインしている。これは大学が校内に設置しているインキュベーション施設の機能性や学部、MBAコースの一部である起業のクラスやコースの質の高さが評価された結果とされている。特にロースクールは全米でも有名で、サフォーク大学の象徴的なプログラムとなり、多くの弁護士や法曹関係者を輩出してきた。学部レベルにおいては特に経営学、社会学、情報システム学、コミュニケーション研究等が高いレベルにあると評されている。また夜間や週末の講座が充実しており、ボストンの一流企業に勤めるプロフェッショナル達がキャリアアップを目指し多数在籍している。留学生数も多く南米、ヨーロッパ、アジア、中東と世界各国から生徒が集まり、極めて多国籍で多様性のある学校としても有名。
3つの大学群（Sawyer School of Management, Suffolk College of Liberal Arts and Science, New England school of Art and Design）と法科大学院(Suffolk Law School)で構成されている。
学生数は2016年現在、約8000人(大学約5500人、大学院約1200人、法科大学院約1300人）
そしてその約2割が世界100カ国以上になる海外からの留学生であり、その中でも特にヨーロッパ、アジア、南米からの留学生が多数在籍している。日本人留学生の数は少ないが、これは大学の日本での知名度の割にTOEFLの要求点数が高い事に起因している。（同じ英語力・学力ならボストン大学やノースイースタン大学を目指す学生が多い）
近年は特に国際ビジネス教育にも力を入れており、スペインのマドリードにキャンパスがある。スペインでのグローバル教育はサフォーク大学の目玉である他、大学院生向けのドイツへのグローバルセミナーは有名企業へのコンサルティングをプログラムに取り入れたセミナーで人気が高い。また、アントレプレナーシップセンターを校内に設置し、生徒の起業を積極的にサポートしている。また、教授陣は自らビジネスを起こしている者も多く、彼らの経験を直に学べるアントレプレナーのコースも設置。グローバルMBAを取得して国際ビジネス起業家として活躍する卒業生も多く、他にも弁護士等の法曹関係職を目指す学生が多い。
ちなみに、政治学部のジュディット・ドゥシュク（Judith R. Dushku）助教授は映画女優のエリザ・ドゥシュク(Eliza Dushku）の母親である。

## 歴史
1906年に若きグレソン・アーチャー弁護士が設立した法律学校が母体。
アーチャー弁護士は、「生活の為に働かなければならないが、法律を学びたい大志ある学生の為に教育の場を」と夜間開講の法律学校を設立した。
そして、1930年代までにサフォーク大学はアメリカでも有数のロースクールとなった。
これまで多数の法曹関係者や政治家を輩出している。

## 著名な卒業者
- ジョン・Ｆ・ティエルニー　1976年卒業　弁護士、下院議員
- 本田朋 – 元福島県議会議員
- シチロウ・ハヤシ - 1922年卒業。日本人初の同大ロースクール卒業生[8]
- 小野共 – 岩手県釜石市長

## 日本との関係
- 立命館大学国際関係学部との間で「共同学位協定」を締結し、2009年より両校の間で"Dual Degree Program"が開始されている。

また、上智大学との交換留学プログラムが盛んである。

## 学群
- Suffolk College of Arts and Sciences
- Sawyer School of Management
- New England School of Art and Design
- Suffolk Law School